# Пёльс
Пёльс (нем. Pöls) — ярмарочный посёлок (нем. Marktgemeinde или нем. Markt) в Австрии, в составе политического округа Мурталь федеральной земли Штирия.
До 1 января 2015 года — ярмарочная община. Община входила в состав политического округа Мурталь. Население общины на 31 декабря 2005 года — 2686 человек, площадь — 33,52 км². Официальный идентификационный код (бывший) до 01.01.2012 — 6 08 14, в 2012—2014 гг. — 6 20 20. Ярмарочный посёлок Пёльс с 1 января 2015 года входит в состав политической общины Пёльс-Оберкурцхайм и является её административным центром.

## Население
| Год  | Численность |
| ---- | ----------- |
| 1869 | 2214        |
| 1889 | 2183        |
| 1890 | 2232        |
| 1900 | 2136        |
| 1910 | 2250        |
| 1923 | 2707        |
| 1934 | 3368        |
| 1939 | 3545        |
| 1951 | 3726        |
| 1961 | 4245        |
| 1971 | 4261        |
| 1981 | 3986        |
| 1991 | 3808        |
| 2001 | 3529        |
| 2011 | 3124        |
| 2021 | 2944        |

## Политическая ситуация

### Выборы—2005
Бургомистр общины — Эрнст Корп (СДПА) по результатам выборов 2005 года.
Совет представителей общины (нем. Gemeinderat) состоит из 15 мест.
Распределение мест:
- СДПА занимает 12 мест.
- АНП занимает 3 места.

### Выборы—2010
Бургомистр общины — Гернот Эссер (SPÖ) (СДПА) по результатам выборов 21 марта 2010 года.
Совет представителей общины состоит из 15 мест.
Распределение мест:
- СДПА занимает 9 мест;
- АНП занимает 3 места;
- DLK — Demokratische Liste Kaiser — занимает 3 места.